# Endozytose

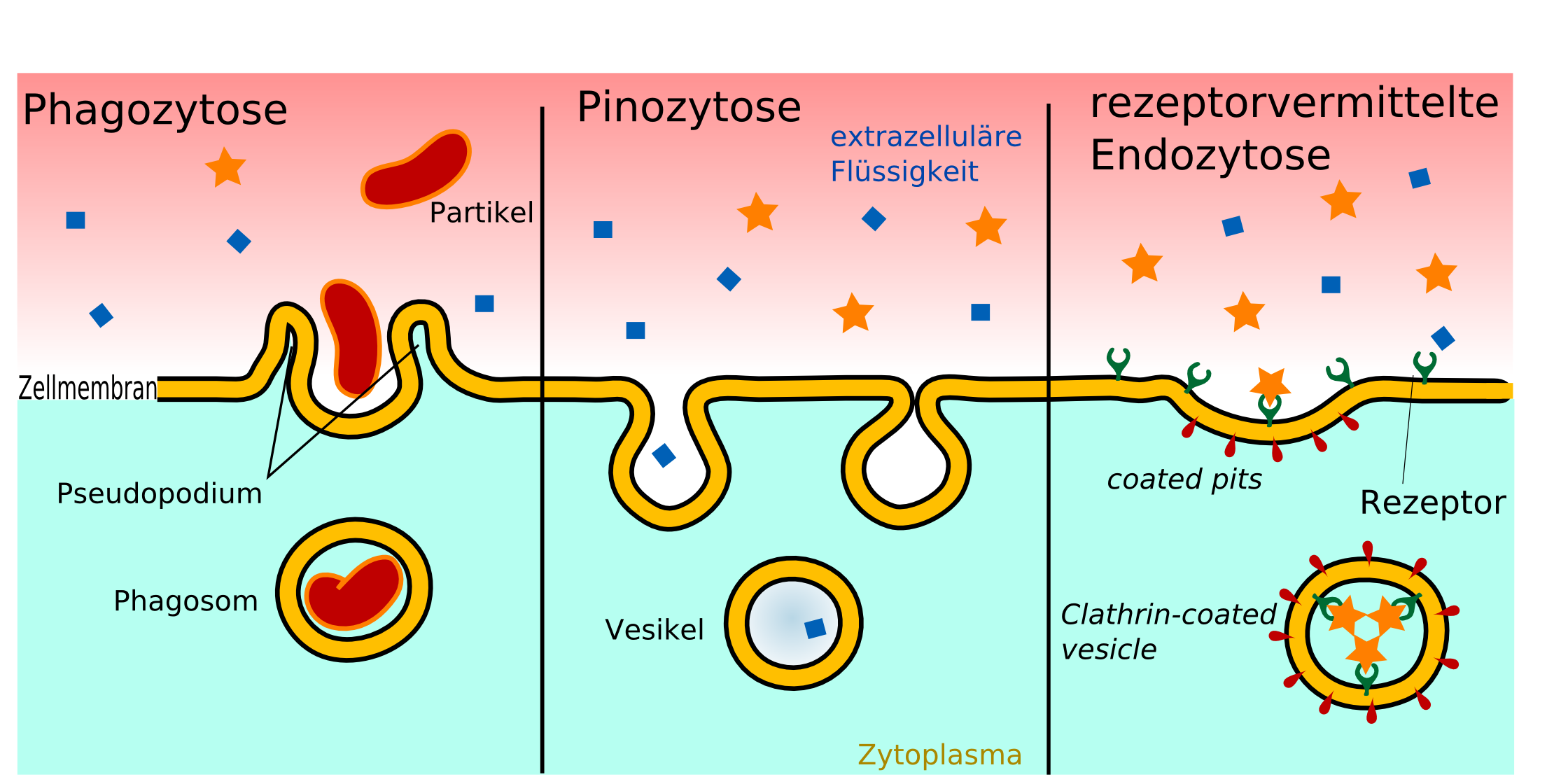
Formen der Endozytose

Die Endozytose ist ein zellulärer Vorgang, bei dem durch Einstülpung von Bereichen der Zellmembran aus der Umgebung der Zelle Flüssigkeit und Partikel aufgenommen werden. Zusätzlich wird dadurch die Zusammensetzung der Zellmembran reguliert und der Transport von Rezeptoren von der Zellmembran vermittelt. Sie kommt bei allen Eukaryoten vor.

## Eigenschaften
Die Endozytose erfolgt bei Eukaryoten über vier Mechanismen, via Clathrin, via Caveolae, via Phagozytose oder via Makropinozytose. Dabei wird auf der Innenseite der Zellmembran ein Vesikel ins Zellinnere abgeschnürt. Die Vesikel verschmelzen anschließend mit Endosomen und Lysosomen im Endomembransystem. Bei Hefen beginnt die Endozytose an bestimmten Bereichen der Zellmembran (an einem der 50 bis 100 Eisosomen auf der Zelloberfläche), welche die Proteine Pil1, Lsp1, Sur7, Eis1, Seg1 und Ygr130C enthalten. Der entgegengerichtete Vorgang der Verschmelzung von Vesikeln mit der Zellmembran wird als Exozytose bezeichnet. Endo- und Exozytose sind Regulationsmechanismen der Homöostase der Zellmembran, d. h. über beide Vorgänge wird die Zusammensetzung und Ausdehnung der Zellmembran gesteuert.

### Clathrin

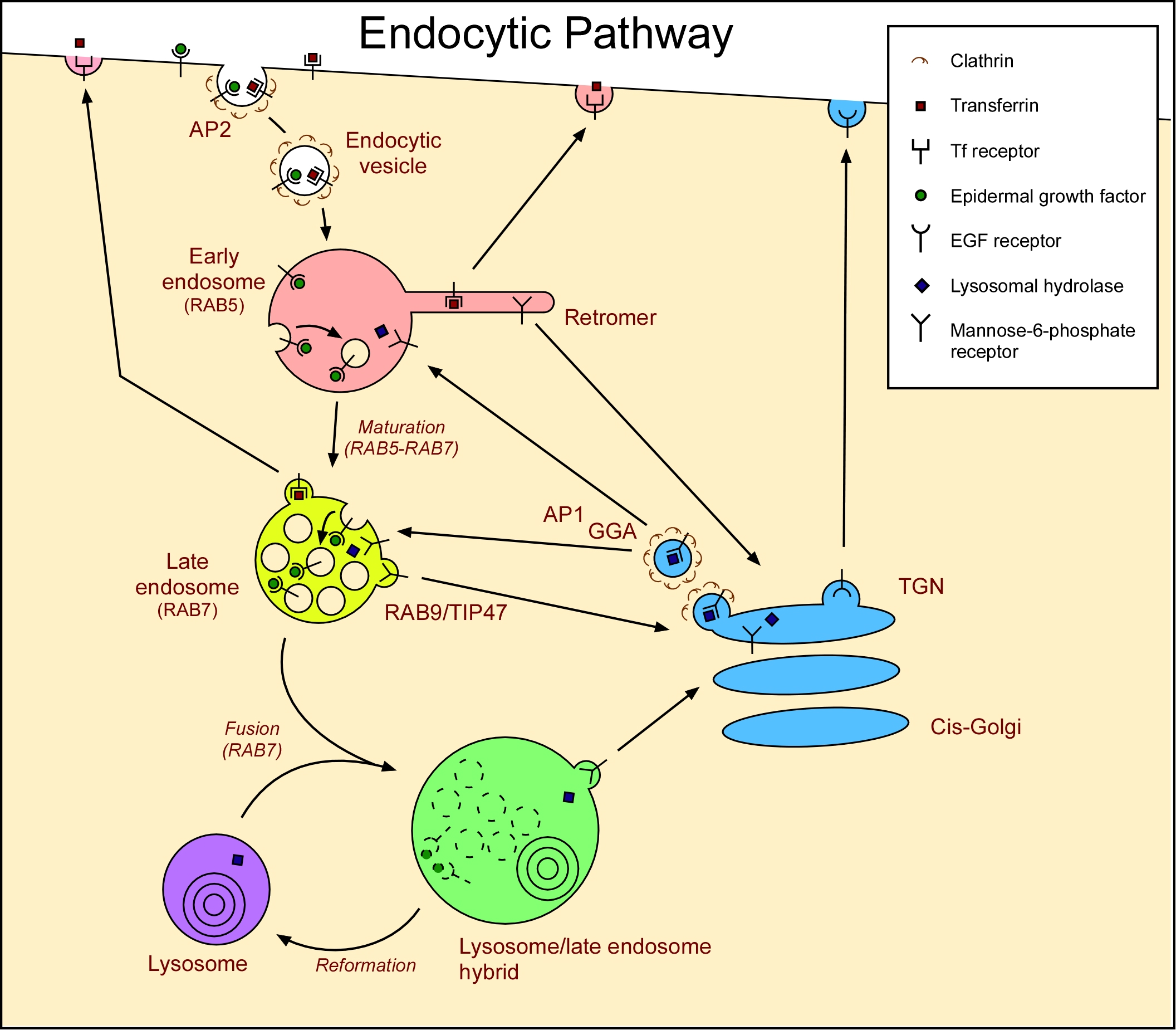
Rezeptor-vermittelte Endozytose via Clathrin

Clathrin befindet sich in den Clathrin-coated pits (clathrinbeschichtete Vertiefungen) der Zellmembran. Dieser Mechanismus ist der hauptsächliche Mechanismus der Endozytose in den meisten Zellen. Daran sind über 50 Proteine beteiligt.

### Caveolae
Caveolae sind Membranbereiche von etwa 50 nm, die nicht auf allen Zellen in einem Organismus vorkommen. Sie kommen verstärkt auf Zellmembranen der glatten Muskulatur, Typ-I-Pneumozyten, Fibroblasten, Adipozyten und Endothelzellen und können bis zu einem Drittel der Zellmembran einnehmen. Sie sind eine Form der Lipid Rafts. Sie enthalten gehäuft Caveoline, Cavine sowie Cholesterin und Sphingolipide. Vermutlich haben die Caveolae eine zusätzliche Rolle als Sensor für mechanischen Stress.

### Phagozytose
Bei der Phagozytose werden Vesikel von 750 nm Durchmesser abgeschnürt, die Partikel aus der Umgebung enthalten, z. B. Staubpartikel, Zelltrümmer aus Apoptose und Nekrose und Pathogene. Der Transport erfolgt entlang des Aktin-Zytoskeletts. Die Phagozytose lässt sich in vier Phasen einteilen: eine Ruhephase, die Ausbildung einer Vertiefung in der Zellmembran, die Ausbildung von Pseudopodien und der aktive Transport entlang des Aktin-Zytoskeletts einschließlich Reorganisation, und die Wiederherstellung des Aktin-Zytoskeletts. Die Phagozytose wird durch Aktivierung von PAMP-Rezeptoren eingeleitet. Phosphoinositide sind als sekundäre Botenstoffe an der Signalweiterleitung bei der Phagozytose beteiligt. Die Signaltransduktion mündet in den Calcineurin-NFAT-Signalweg. Die Phagozytose ist ein wichtiger Mechanismus der Immunreaktion, z. B. stülpen Makrophagen und andere professionelle antigenpräsentierende Zellen Pathogene ein und verstärken dann eine Immunantwort. Pro Tag sterben etwa 200 bis 300 Milliarden Zellen im erwachsenen menschlichen Körper, deren Bruchstücke per Phagozytose und Abbau umgesetzt werden. Der Prozess der Phagocytose ist jedoch gewissen, spezialisierten Zellen vorbehalten.

### Makropinozytose
Bei der Makropinozytose werden gefältelte Membranbereiche eingestülpt, wodurch deutlich größere Vesikel-Durchmesser entstehen (Makropinosomen), die unspezifisch größere Volumina der umgebenden Flüssigkeit aufnehmen.